# Hasegawa Toru
Toru Hasegawa (長谷川 徹 Hasegawa Tōru, sinh ngày 11 tháng 12 năm 1988 ở Seto, Aichi) là một cầu thủ bóng đá người Nhật Bản thi đấu cho Tokushima Vortis.

## Thống kê sự nghiệp
Cập nhật đến ngày 23 tháng 2 năm 2018.
| Thành tích câu lạc bộ | Thành tích câu lạc bộ | Thành tích câu lạc bộ | Giải vô địch | Giải vô địch | Cúp                   | Cúp                   | Cúp Liên đoàn | Cúp Liên đoàn | Châu lục | Châu lục  | Tổng cộng | Tổng cộng |
| Mùa giải              | Câu lạc bộ            | Giải vô địch          | Số trận      | Bàn thắng    | Số trận               | Bàn thắng             | Số trận       | Bàn thắng     | Số trận  | Bàn thắng | Số trận   | Bàn thắng |
| Nhật Bản              | Nhật Bản              | Nhật Bản              | Giải vô địch | Giải vô địch | Cúp Hoàng đế Nhật Bản | Cúp Hoàng đế Nhật Bản | J. League Cup | J. League Cup | Châu Á   | Châu Á    | Tổng cộng | Tổng cộng |
| --------------------- | --------------------- | --------------------- | ------------ | ------------ | --------------------- | --------------------- | ------------- | ------------- | -------- | --------- | --------- | --------- |
| 2007                  | Nagoya Grampus        | J1 League             | 0            | 0            | 0                     | 0                     | 2             | 0             | -        | -         | 2         | 0         |
| 2008                  | Nagoya Grampus        | J1 League             | 0            | 0            | 0                     | 0                     | 0             | 0             | -        | -         | 0         | 0         |
| 2009                  | Nagoya Grampus        | J1 League             | 1            | 0            | 0                     | 0                     | 0             | 0             | 1        | 0         | 2         | 0         |
| 2010                  | Nagoya Grampus        | J1 League             | 0            | 0            | 0                     | 0                     | 0             | 0             | -        | -         | 0         | 0         |
| 2011                  | Nagoya Grampus        | J1 League             | 0            | 0            | 0                     | 0                     | 0             | 0             | -        | -         | 0         | 0         |
| 2011                  | Tokushima Vortis      | J2 League             | 0            | 0            | 0                     | 0                     | -             | -             | -        | -         | 0         | 0         |
| 2012                  | Tokushima Vortis      | J2 League             | 1            | 0            | 1                     | 0                     | -             | -             | -        | -         | 2         | 0         |
| 2013                  | Tokushima Vortis      | J2 League             | 6            | 0            | 0                     | 0                     | -             | -             | -        | -         | 6         | 0         |
| 2014                  | Tokushima Vortis      | J1 League             | 27           | 0            | 1                     | 0                     | 1             | 0             | -        | -         | 29        | 0         |
| 2015                  | Tokushima Vortis      | J2 League             | 37           | 0            | 4                     | 0                     | -             | -             | -        | -         | 41        | 0         |
| 2016                  | Tokushima Vortis      | J2 League             | 28           | 0            | 0                     | 0                     | -             | -             | -        | -         | 28        | 0         |
| 2017                  | Tokushima Vortis      | J2 League             | 28           | 0            | 0                     | 0                     | -             | -             | -        | -         | 28        | 0         |
| Tổng                  | Tổng                  | Tổng                  | 128          | 0            | 6                     | 0                     | 3             | 0             | 1        | 0         | 138       | 0         |